# Barbus fasolt
Barbus fasolt är en fiskart som beskrevs av Pappenheim, 1914. Barbus fasolt ingår i släktet Barbus och familjen karpfiskar. IUCN kategoriserar arten globalt som livskraftig. Inga underarter finns listade.